# Makrokosmos
Makrokosmos – Podniebny taniec (fr.  Le peuple migrateur) – francuski przyrodniczy film dokumentalny z 2001 roku, ukazujący życie ptaków. Jest to kolejne, po Mikrokosmosie (1996), tego typu przedsięwzięcie francuskiego producenta Jacques’a Perrina.
Obraz był nominowany do Oscara za najlepszy pełnometrażowy film dokumentalny.

## Realizacja
Film realizowany był w ciągu 4 lat, jednocześnie na wszystkich kontynentach. Makrokosmos przenosi widza w naturalne środowisko wielu gatunków ptaków, by uczynić go towarzyszem wielkich ptasich podróży.
Ptaki filmowano w locie za pomocą kamer, z których większość również była w locie. Widz ma wrażenie, że leci obok kolejnych gatunków ptaków, zwłaszcza gęsi kanadyjskich. Ptaki lecą w każdym rodzaju pogody i krajobrazu, obejmującego rozległe odległości tysięcy kilometrów w locie potrzebnych aby ptaki mogły przeżyć.
Znaczną część materiału sfilmowano z wykorzystaniem oswojonych ptaków. Filmowcy hodowali od urodzenia kilka gatunków ptaków, w tym bociany i pelikany. Świeżo wyklute ptaki wdrukowały sobie pracowników filmowych i wyszkoliły się do latania wraz z filmującymi załogami. Ptaki były również oswojone z filmowym sprzętem w ciągu swojego życia, aby zapewnić, że będą reagować w taki sposób jak chcą filmowcy. Kilka z tych gatunków, nigdy nie było wcześniej filmowanych. Film został nakręcony z ultralekkich maszyn latających, paralotni, balonów na gorące powietrze, jak również samochodów ciężarowych, motocykli, motorówek, zdalnie sterowanych robotów, oraz z okrętu wojennego francuskiej marynarki.

Firma  muzyczna Virgin Records w 2001 r. wydała płytę 
z muzyką z filmu “Makrokosmos”. Płyta "Travelling Birds"
zawiera 19 utworów, pierwszy utwór to "To Be By Your Side" w wykonaniu Nick'a Cave.
Gatunki ptaków pokazane w filmie to m.in.:
- bocian biały
- gęś gęgawa
- zimorodek
- rudzik
- gęś śnieżna
- żuraw
- żuraw krzykliwy
- żuraw kanadyjski
- bielik amerykański
- bernikla kanadyjska
- bernikla białolica
- bernikla rdzawoszyja
- łabędź krzykliwy
- rybitwa popielata
- pingwin królewski
- skocz skalny
- albatros
- kondor wielki
- sowa śnieżna
- nur lodowiec
- ara żółtoskrzydła
- ara hiacyntowa
- perkoz wielki
- pelikan różowy
- pelikan dzioborogi
- wężówka amerykańska
- głuptak
- nurzyk podbielały
- wydrzyk długosterny
- wydrzyk wielki